# توب غير (موسم 14)
توب غير 14 (بالإنجليزية: Top Gear)‏ هو السلسلة الرابعة عشرة للبرنامج التلفزيوني البريطاني الذي يهتم بالمركبات، توب جير، تم إنتاجه في المملكة المتحدة. بدأ عرضه في سنة 2009. عرض على بي بي سي تو وبي بي سي عالية الدقة. بلغ عدد حلقاته 7 حلقات، تم بث البرنامج لأول مرة بتاريخ 15 نوفمبر 2009 بينما تم بث آخر حلقة منه بتاريخ 3 يناير 2010. مقدمو البرنامج جيرمي كلاركسون، ريتشارد هاموند وجيمس ماي.